# Хойни (Лодзинське воєводство)
Хойни (пол. Chojny) — село в Польщі, у гміні Лютутув Верушовського повіту Лодзинського воєводства.
Населення — 220 осіб (2011).
У 1975-1998 роках село належало до Серадзького воєводства.

## Демографія
Демографічна структура станом на 31 березня 2011 року:
|          | Загалом | Допрацездатний вік | Працездатний вік | Постпрацездатний вік |
| -------- | ------- | ------------------ | ---------------- | -------------------- |
| Чоловіки | 109     | 23                 | 72               | 14                   |
| Жінки    | 111     | 27                 | 59               | 25                   |
| Разом    | 220     | 50                 | 131              | 39                   |